# Norman Rosenthal
Norman Rosenthal (ur. 8 listopada 1944 w Cambridge) – brytyjski historyk i kurator sztuki związany z grupą Young British Artists. W latach 1977–2008 był dyrektorem i kuratorem Royal Academy of Arts w Londynie. Jego żoną jest hiszpańska historyczka sztuki Manuela Mena.